# Шукшан (деревня)
Шукшан (мар. Шӱкшан) — деревня в Новоторъяльском районе Республики Марий Эл. Входит в состав Пектубаевского сельского поселения.

## География
Находится в северо-восточной части республики Марий Эл на расстоянии приблизительно 19 км по прямой на запад-северо-запад от районного центра посёлка Новый Торъял.

## История
Известна с 1811 года как починок Шукшан по река Кобылке, который насчитывал 10 дворов. В 1850 году проживали 99 русских, крещёных черемис — 73. К 1905 году в деревне Шукшан в 42 хозяйствах проживали 324 человека. В 1983 году в деревне в 33 дворах проживали 116 человек, в 1999 году в 20 домах — 50 человек. В 2002 года насчитывалось 23 дома. В советское время работал колхоз «Прожектор».

## Население
Население составляло 36 человек (мари 53 %, русские 47 %) в 2002 году, 28 в 2010.